# Scott-Mausohr
Das Scott-Mausohr oder Scotts Mausohr (Myotis scotti) ist eine Fledermaus in der Gattung der Mausohren, die in Äthiopien vorkommt.

## Merkmale
Die Art ist mit einer Gesamtlänge von 82 bis 90 mm, inklusive eines 40 bis 44 mm langen Schwanzes sowie mit einer Unterarmlänge von 37 bis 41 mm ein sehr kleiner Vertreter ihrer Gattung. Die Länge der Hinterfüße beträgt 7 bis 8 mm, die Ohren sind 14 bis 15 mm lang und ein Exemplar wog 4,6 g. Die Haare des dichten und leicht wolligen Fells der Oberseite sind über zwei Drittel dunkelbraun, während die Haarspitzen eine kupferbraune Farbe aufweisen. Beim beigefarbenen bis weißlichen Fell der Unterseite sind die Haare nur an der Basis dunkelbraun. Die nackte Haut an der Schnauze und das dunkelbraune Fell um die Augen bilden eine auffällige dunkle Gesichtsmaske. Wie bei allen Mitgliedern der Familie Glattnasen fehlt ein Nasenblatt. Die dunkelbraunen Ohren sind nicht trichterförmig, besitzen keine Kerbe an der Außenkante und der Tragus ist recht kurz. Beim Scott-Mausohr sind die Flügel und die Schwanzflughaut dunkelbraun gefärbt. An der hinteren Kante der Schwanzflughaut kommen mehrere borstige Haare vor. Der Schwanz ist vollständig in die Schwanzflughaut eingebettet oder es ist nur ein kurzer Teil der Schwanzspitze freistehend.
Beim ähnlichen Kupferfarbenen Mausohr (Myotis bocagii) sind die Haare der Oberseite dreifarbig. Die Borsten an der Außenkante der Schwanzflughaut fehlen bei dieser Art und die Füße sind im Verhältnis zum Schienbein länger. Das Dreifarb-Mausohr (Myotis tricolor) ist mit 47 bis 53 mm langen Unterarmen deutlich größer.

## Verbreitung
Das Scott-Mausohr lebt im Hochland von Abessinien zu beiden Seiten des Großen Afrikanischen Grabenbruchs. Sie wurde in Regionen dokumentiert, die auf 1300 bis 2500 Meter Höhe liegen. Diese Fledermaus hält sich in feuchten Wäldern und in Gebüschflächen auf.

## Lebensweise
Eine ruhende Gruppe von sechs Exemplaren konnte in eingerollten Bananenblättern entdeckt werden. Zwei weitere Individuen wurden mit Keschern oberhalb von Büschen in 1 bis 3 Meter Höhe über dem Grund gefangen. Die morphologischen Merkmale der Art lassen vermuten, dass sie kleine Insekten im freien Flug erbeutet.

## Bedrohung
Forstwirtschaft und die Umwandlung der Wälder in Ackerflächen wirken sich negativ auf dem Bestand aus. Es wird angenommen, dass mehrere Populationen des Scott-Mausohr voneinander getrennt sind und dass das gesamte Verbreitungsgebiet kleiner als 2000 km² ist. Die Art wird von der IUCN als „gefährdet“ (vulnerable) gelistet.